# Michael Wilson (roteirista)
Michael Wilson (McAlester, 1 de julho de 1914 - Condado de Los Angeles, 9 de abril de 1978) foi um roteirista estadunidense. Premiado com o Óscar de melhor roteiro adaptado pelo filme Um Lugar ao Sol.